# The Best of Brandy
The Best of Brandy är den amerikanska sångerskan Brandys första samlingsalbum och det sista som utgavs under Atlantic Records. Skivan släpptes den 4 april 2005 i Europa, och den femte i Australien och Nordamerika. 
The Best of Brandy innehåller nästan alla singlar från alla hennes studioalbum, Brandy (1994), Never Say Never (1998), Full Moon (2002) och Afrodisiac (2004) plus filmmusik från filmer som Hålla andan (1995) och Set It Off (1996). Skivan innehöll inget nytt material men ovanliga spår som 1995s cover på Michael Jacksons "Rock With You" och en exklusiv version av "U Don't Know Me (Like U Used To)" med den kvinnliga rapparen Shaunta.
CDn debuterade på plats nummer 27 på USA:s albumlista Billboard Hot 200 och sålde under första veckan efter release 26.000 kopior.

## Låtförteckning
Nordamerikansk utgåva:
1. "Baby" (Edit) (Keith Crouch, Kipper Jones, Rahsaan Patterson) – 4:19
2. "Best Friend" (K. Crouch, Glenn McKinney) – 4:48
3. "I Wanna Be Down" (Edit)(K. Crouch, Kipper Jones) – 4:09
4. "Brokenhearted" (Soulpower Mix) (duett med Wanya Morris) (K. Crouch, K. Jones) – 4:45
5. "Angel in Disguise" (LaShawn Daniels, Fred Jerkins III, Rodney Jerkins, Isaac Philips, Nycolia Turman, Traci Hale) – 4:48
6. "The Boy Is Mine" (duett med Monica) (Radio Version with intro) (L. Daniels, F. Jerkins III, R. Jerkins, Brandy Norwood) – 4:00
7. "Almost Doesn't Count" (Radio Mix) (Shelly Peiken, Guy Roche) – 3:39
8. "Top of the World" (med Mase) (R. Jerkins, F. Jerkins III, L. Daniels, T. Hale, I. Phillips, Nycolia Turman, Mason Betha) – 4:41
9. "U Don't Know Me (Like U Used To)" (Censored Remix Radio Edit) (med Shaunta & Da Brat) (B. Norwood, R. Jerkins, I. Phillips, Paris Davis, Sean Bryant) – 4:00
10. "Have You Ever?" (Radio Edit) (Diane Warren) – 3:34
11. "Full Moon" (Mike City) – 3:53
12. "What About Us?" (B. Norwood, R. Jerkins, L. Daniels, Kenisha Pratt, Nora Payne) – 4:14
13. "Who Is She 2 U" (Candice Nelson, Tim Mosley, Walter Millsap III) – 4:43
14. "Talk About Our Love" med Kanye West) (K. West, Harold Lilly) – 3:34
15. "Sittin' Up in My Room" (Kenneth "Babyface" Edmonds) – 4:51
16. "Rock with You" (Quincy Jones with Brandy & Heavy D) (Rod Temperton) – 4:09
17. "Another Day in Paradise" (med Ray J) (Phil Collins) – 4:32
18. "I Wanna Be Down" (Remix; med Queen Latifah, Yo-Yo & MC Lyte) – 4:16

## Listor
| Lista (2005)                 | Utgivare                        | Topp position |
| ---------------------------- | ------------------------------- | ------------- |
| Australian ARIA Albums Chart | ARIA                            | 25            |
| European Top 100 Albums      | IFPI                            | 92            |
| Japanese Albums Chart        | Oricon                          | 54            |
| UK Albums Chart              | BPI/The Official Charts Company | 24            |
| U.S. Billboard 200           | Billboard                       | 27            |
| U.S. Top R&B/Hip-Hop Albums  | Billboard                       | 11            |

## Release historik
| Region     | Datum        |
| ---------- | ------------ |
| Europa     | 4 april 2005 |
| USA        | 5 april 2005 |
| Australien | 5 april 2005 |